# Liste der Monuments historiques in La Croix-Helléan
Die Liste der Monuments historiques in La Croix-Helléan führt die Monuments historiques in der französischen Gemeinde La Croix-Helléan auf.

## Liste der Bauwerke
| Bezeichnung      | Beschreibung | Standort                     | Kennzeichnung | Schutzstatus | Datum | Bild |
| ---------------- | ------------ | ---------------------------- | ------------- | ------------ | ----- | ---- |
| Kapelle St-Maudé |              | Saint-Maudé (Lage)           | PA00091170    | Inscrit      | 1925  |      |
| Kreuz            |              | Chemin rural de Belon (Lage) | PA00091171    | Inscrit      | 1935  |      |
| Kreuz            |              | Le Bourg (Lage)              | PA00091173    | Inscrit      | 1927  |      |
| Kreuz            |              | La Ville Cotto (Lage)        | PA00091172    | Inscrit      | 1935  |      |

## Liste der Objekte
- Monuments historiques (Objekte) in La Croix-Helléan in der Base Palissy des französischen Kultusministeriums